# Паройкия

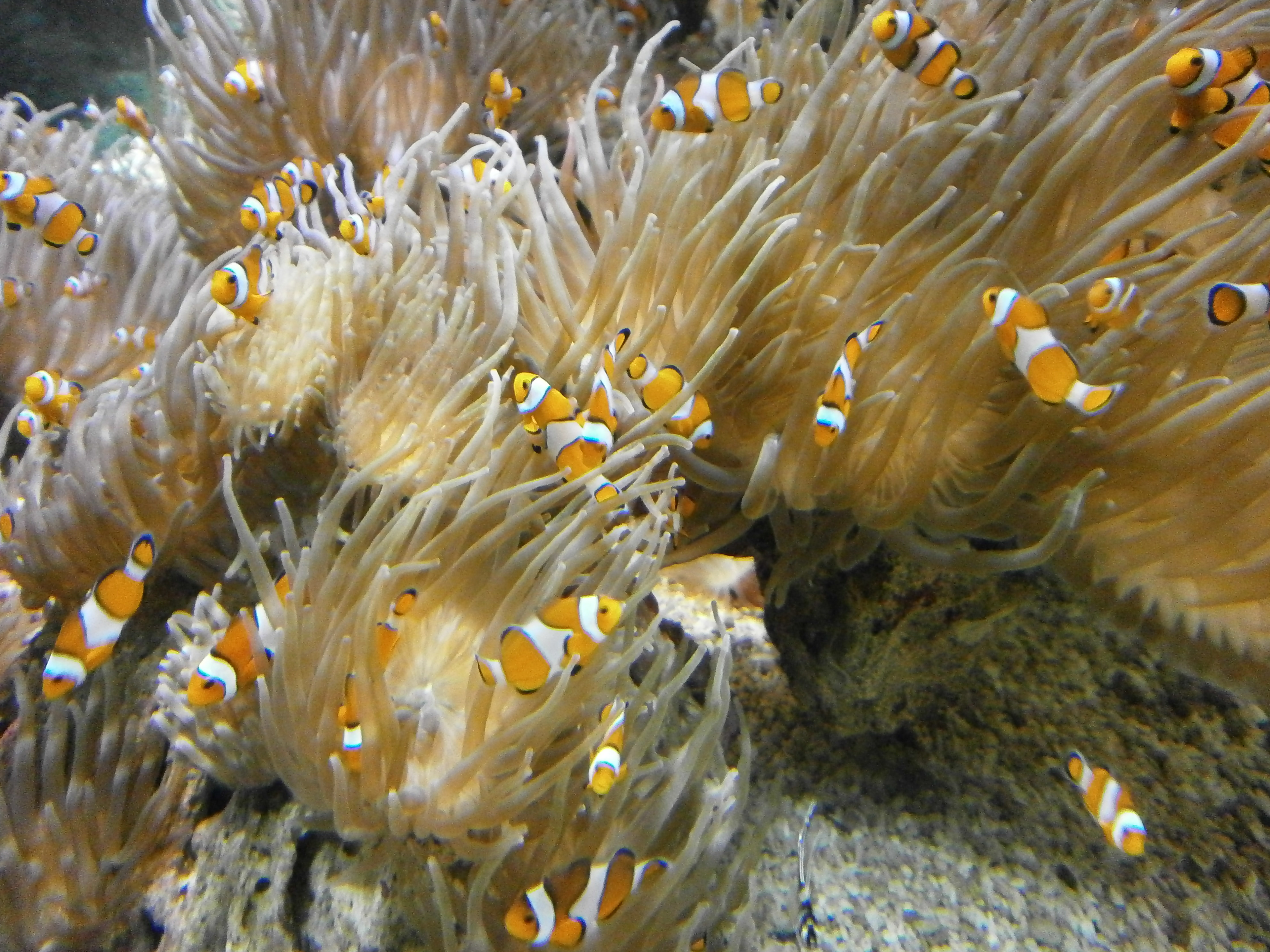
Амфиприоны среди актиний

Паройкия (от греч. paroikia — пребывание на чужбине) — тип комменсализма, формирующийся между незащищенными животными и организмами, имеющими механизмы защиты. Примером являются рыбы из рода амфиприоны, которые скрываются между щупальцами крупных видов актиний. Актинии в свою очередь потребляют остатки пищи рыб. К паройкии также относят случаи использования одним организмом благоприятных условий, которые создает другой организм. Такие взаимоотношения, например, формируются под корой отмирающих деревьев между ксилофагами и микроорганизмами.
Термин был предложен Францем Дофлейном в 1914 году.

## Основные характеристики
Как правило, паройкию можно характеризовать по совокупности следующих факторов:
- Хозяин обеспечивет защиту комменсала.
- Хозяин не обеспечивает кормовую базу комменсала.
- Комменсал получает временное убежище.
- Комменсал может  находиться внутри тела хозяина, на поверхности тела хозяина или рядом с ней.